# Хайме II (король Арагона)
Хайме II Справедливый (исп. Jaime II el Justo; 10 августа 1267, Валенсия — 2 ноября 1327, Барселона) — король Сицилии (Хайме I) в 1285—1296 годах, граф Барселоны, Жероны, Осоны и Бесалу с 1291 года, король Арагона и Валенсии с 1291 года, король Сардинии и Корсики (под именем Джакомо I) с 1324 года, второй сын Педро III, короля Арагона и Констанции Гогенштауфен.

## Наследник Сицилийского королевства
29 марта 1282 года в Палермо началось восстание против французов — Сицилийская вечерня. Восстание вскоре охватило весь остров, французы были перебиты. Карл I Анжуйский, король Сицилии, собиравшийся начать войну против Византии, был вынужден изменить планы и высадился в Мессине, осадив её с моря и суши. Восставшие, понимая, что в одиночку им не выстоять, отправили гонцов к Педро Арагонскому, отцу Хайме, предложив ему Сицилийскую корону и защитить их от Карла I Анжуйского. Педро III, по всей видимости, готовый к такому повороту событий, согласился.
30 августа 1282 года он высадился в Трапани, по пути в Палермо сицилийцы приветствовали его, и уже 4 сентября 1282 года он короновался в Палермо как король Сицилии. Уже в сентябре — октябре 1282 года Педро взял под свой контроль всю Сицилию. Карл был вынужден снять осаду с Мессины и отправился на континент. А 18 ноября 1282 года папа Мартин IV, настроенный профранцузски, отлучил Педро III от Церкви. Но, несмотря на это, в последующие месяцы сицилийский флот под командованием Руджеро ди Лауриа несколько раз разбивал неаполитанцев, а к февралю 1283 года Педро III занял значительную часть побережья Калабрии.
В апреле в Сицилию прибыл и Хайме вместе с матерью, Констанцией, а также старшим братом Альфонсо. 19 апреля в Мессине Педро объявил о том, что после его смерти Хайме унаследует Сицилию, тогда как Арагон и Валенсия отойдут к Альфонсо. Регентшей королевства была объявлена королева Констанция. После этого Педро покинул Сицилию.
С этого момента Хайме вместе с матерью управлял Сицилией, принимая участие в обороне королевства от французов. В июне 1284 года сицилийцы во главе с Руджеро де Лауриа притворным отступлением выманили неаполитанский флот из Салерно и наголову разбили его. При этом принц Карл Салернский, сын и наследник Карла I, попал в плен и был спасен от казни только вмешательством Констанции, после чего был отправлен в Каталонию к Педро. А 7 января 1285 года умер Карл I, наследник которого, ставший королём под именем Карл II, находился в плену. Организованный же против Арагона по инициативе папы крестовый поход закончился неудачно, а вскоре умерли и папа Мартин и король Франции Филипп III Смелый.

## Король Сицилии
10 ноября 1285 года умер отец Хайме, король Педро, что сделало Хайме королём Сицилии. Он был коронован в Палермо под именем Хайме I в феврале 1286 года. Он попытался наладить отношения с новым папой, Гонорием IV, предлагая принести оммаж за королевство, однако папский двор отказался идти на уступки, а Хайме был предан анафеме. Несмотря на то, что пленный Карл II был готов в обмен на освобождение уступить Сицилию и Калабрию и подписал мир, папа отказался подтвердить этот договор. При этом брат Хайме, король Альфонсо III, при посредничестве короля Англии, Эдуарда I, в июне заключил перемирие на 14 лет между Францией и Арагоном. Альфонсо готов был отказаться от претензий на Сицилию, что не устраивало Хайме.
В результате весной 1287 года началась новая попытка вторжения в Сицилию, организованная папой. Однако 23 июня сицилийский флот под командованием адмирала Руджиеро ди Лауриа разгромила противника, причём в плен попали многие французские и провансальские аристократы, которые, однако, были отпущены за огромный выкуп. К тому моменту умер папа Гонорий.
В июле 1287 года при посредничестве короля Англии Эдуарда I, Альфонсо III Арагонский и Карл II Анжуйский подписали Олоронский договор о мире. Однако его отказался признать король Франции Филипп Красивый, в результате чего война продолжилась. Новый папа, Николай IV, занял ту же позицию, что и его предшественники, однако вскоре он был вынужден просить Эдуарда Английского опять быть посредником. В результате в октябре был подписан Канфранский договор, после чего Карл II, наконец, получил свободу в обмен на огромный выкуп, заложников и обещание добиваться заключения мира и обязательство не принимать титул короля Сицилии.
Уже в 1289 году папа Николай короновал Карла как короля Сицилии. Но Карл, который, будучи человеком чести, чувствовал себя очень неудобно, решил сдержать обещание и заключить мир. В итоге по договорам в Санлисе (19 мая 1289 года) и Бриньоне (19 февраля 1291 года) был заключён мир между Францией, Арагоном и королевством Карла, а с Альфонсо и Хайме снималось отлучение. При этом интересы Хайме не были учтены, и он фактически оказался один без союзников.

## Король Арагона
18 июня 1291 года неожиданно умер король Арагона Альфонсо III, брат Хайме. Детей Альфонсо не оставил, в результате королём Арагона, Валенсии и Майорки стал Хайме. Согласно завещанию брата, Хайме должен был передать сицилийскую корону младшему брату, Федериго, однако он отказался выполнять завещание, желая сохранить за собой и Сицилию.
Оставив Федериго своим наместником в Сицилии, в июле Хайме отправился в Барселону, где и был коронован как король Арагона и Валенсии под именем Хайме II. Вскоре он отказался отдавать Балеарские острова Хайме II Майоркскому, объявив их неотъемлемой частью Арагонского королевства, фактически расторгнув Бриньонский договор. В результате папа Николай снова отлучил от церкви Хайме, что должно было привести к возобновлению войны.
Однако вскоре Хайме был вынужден вновь начать мирные переговоры, будучи готов передать Сицилию Карлу II за вознаграждение. А 4 апреля 1292 года умер папа Николай, его преемник был выбран только через 2 года, что затормозило переговоры. Карл II, заинтересованный в возвращении Сицилии и освобождении сыновей, бывших заложниками при Арагонском дворе, при посредничестве короля Кастилии Санчо IV в конце 1293 года договорился о перемирии с Хайме, а также делал заманчивые предложения первым лицам Сицилийского королевства и инфанту Федериго.
Новый папа, Целестин V был ставленником Карла, поддерживая все его предложения. Однако в декабре 1294 года папа Целестин отрёкся от папского престола, а выбранный вскоре Бонифаций VIII хотя и был в плохих отношениях с Карлом, но поддержал проект мирного договора с Хайме. В итоге 12 июня 1295 года был подписан мир в Ананьи, по которому Хайме передавал Сицилию и Калабрию папскому престолу, возвращал Балеарские острова Хайме II Майоркскому в обмен на Сардинию, кроме того король Майорки признавался вассалом короля Арагона. Также Хайме освобождал из заключения сыновей Карла. В обмен папа давал огромное приданое за дочерью Карла, Бланкой, которая должна была выйти замуж за Хайме, брат Хайме, инфант Федериго, должен был получить руку племянницы Карла, Екатерины де Куртене, носившей громкий титул императрицы Латинской империи. Кроме того с Хайме и Федериго снималось отлучение.
Однако условия договора, заключенного за их спиной и отдающего их под власть французов, не устроили сицилийцев и Федериго, тем более что Екатерина де Куртене отказалась выходить замуж за безземельного принца. Федериго при поддержке сицилийских сословий отверг договор Ананьи, 12 декабря 1295 года принял титул правителя Сицилии. 15 января 1296 года сицилийский парламент в Катании провозгласил Федериго королём. 25 марта 1296 года он был коронован в соборе Палермо.
Хайме отказался поддержать брата. Более того, он принял участие в начавшейся в 1298 году войне против Федериго, которая продолжалась с переменным успехом. При этом на стороне Хайме выступали и герои предыдущей войны — Джованни Прочида и Руджеро ди Лауриа, перешедшие в итоге на службу к Карлу II. Однако уже в сентябре 1299 года Хайме вернулся в Испанию и в дальнейшем в военных действиях против брата участия не принимал. В итоге армии Карла удалось отвоевать Калабрию, но больших успехов добиться не удалось. А 31 августа 1302 года был заключён Кальтабеллотский договор, по которому Карл признал королём Сицилии Федерико II, но только до его смерти. При этом папа Бонифаций VIII настоял на том, чтобы титул Федерико звучал как «король Тринакрии».

## Завоевания Хайме
Заключив мир с Францией и папой, Хайме смог заняться расширением своих владений. В первую очередь он воспользовался династическими смутами в Кастилии между королём Санчо IV и его племянниками, сыновьями Фернандо де Ла Серды, бежавшими в Арагон. В 1296 году Хайме начал завоевание Мурсии. В апреле он захватил Аликанте, а затем Эльче, Ориуэлу и Гвардамар-дель-Сегура. В 1298 году также были захвачены Альгама-де-Мурсия и Картахена, в 1300 — Лорка. По Торельясскому договору (1304 год) и договору в Эльче (1305 год) Хайме вернул большую часть Мурсии, однако северная часть (современный комарки Виналопо, Алаканти и Вега Баха) остались в его руках и были присоединены к Валенсийскому королевству.
Позже Хайме удалось присоединить к своим владениям Валь-д’Аран. А в 1323—1324 годах его наследник Альфонсо завоевал Сардинию и Корсику, право захвата которых ему было предоставлено папой в 1295 году, при этом ему пришлось бороться с пизанцами, образовав из них королевство.
Для того, чтобы усилить южную границу своих королевств против мавров, Хайме в 1317 году создал орден Монтесы, передав ему расположенный на границе с маврами укреплённый замок Монтеса. Создание ордена было подтверждено папской буллой от 10 июня. Основу ордена составили жившие в Арагоне тамплиеры.
Также Хайме удалось расширить владения дома благодаря династическим бракам. Хайме ввёл практику браков с представителями Кастильского королевского дома. Кроме того, его второй сын, Альфонсо, был женат на племяннице графа Урхеля Эрменгола X, умершего в 1314 году, после чего Урхель унаследовал Альфонсо, ставший в 1319 году наследником трона, поскольку старший сын Хайме II, инфант Хайме, сбежал с собственной свадьбы и отказался от притязаний на трона. В том же году король Хайме издал указ, по которому королевства Арагон и Валенсия, а также графство Барселона объявлялись нераздельными коронными владениями. В 1325 году он также присоединил графство Ампурьяс, передав его вместе с Рибагорсой одному из сыновей. Кроме того, Хайме удалось ограничить привилегии знати, что привело к укреплению короны.
Умер Хайме в 1327 году, ему наследовал второй сын Альфонсо IV.

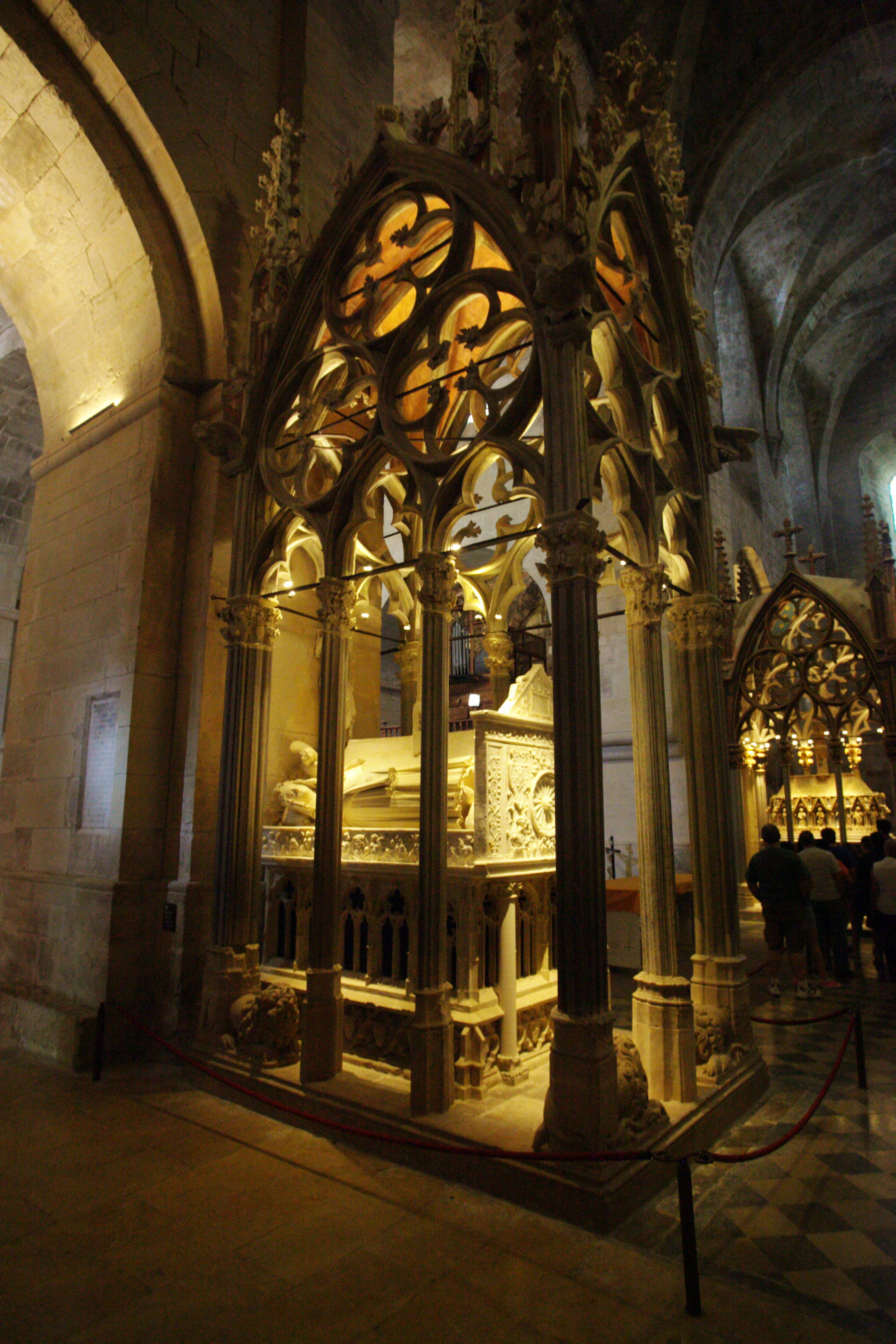
Надгробие Хайме II и Бланки Анжуйской в монастыре Сантес-Креус

## Брак и дети
1-я жена: с 1 декабря 1291 года или декабрь 1293 года (Сория) Изабелла Кастильская (1283 — 24 июля 1328), дочь Санчо IV, короля Кастилии и Леона, и Марии Альфонсо де Молина. Брак так и не был осуществлён, папа Бонифаций VIII не дал разрешения на него по причине близкого родства, в 1295 году он был расторгнут. Детей не было.
2-я жена: с 29 октября 1295 года (Вильябертан) Бланка Анжуйская (1280 — 14 октября 1310), дочь Карла II Анжуйского, короля Неаполя, и Марии Венгерской. Дети:
- Хайме (29 сентября 1296 — 20 мая 1334), инфант Арагона, в 1319 году отрёкся от прав на арагонский престол, рыцарь ордена Иоаннитов, позже рыцарь ордена Монтеса. Жена: с 18 октября 1319 года (Жандеса) Элеонора Кастильская (1307—1359), дочь Фернандо IV, короля Кастилии и Леона, и Констанции Португальской. Брак так и не был осуществлён, поскольку Хайме сбежал с собственной свадьбы. Позже Элеонора вышла замуж за его брата Альфонсо.
- Альфонсо IV (январь/февраль 1299 — 24 января 1336), граф Урхеля с 1314, король Арагона, Валенсии и Сардинии, граф Барселоны, Жероны, Осоны и Бесалу с 1327
- Мария (1299—1327); муж: с 1311 (Калатавуд) Педро Кастильский (1290 — 25 июня 1319), инфант Кастилии, сеньор де лос Камерос
- Констанция (1 апреля 1300 — 19 августа 1327); муж: с 2 апреля 1312 (Хатива) Хуан Мануэль Кастильский (5 мая 1282 — 13 июня 1348), сеньор Вилены и Эскалоны
- Изабелла (1302 — 20 июля 1330); муж: с 1313 (по доверенности, Барселона)/1315 (Юденбург, лично) Фридрих I Красивый (1289 — 13 января 1330), антикороль Германии (Фридрих III) 1314—1322, 1325—1330, герцог Австрии с 1308
- Хуан (1304 — 19 августа 1334), архиепископ Толледо и Таррагоны с 1318, патриарх Александрии с 1328
- Педро (1305 — 4 ноября 1381), граф Ампурьяса (Педро I) 1325—1341, граф Рибагорсы (Педро IV) с 1322, граф де Прадес, сеньор Дении и Гандии с 1341, сенешаль Каталонии, родоначальник ветвей графов де Прадес, маркизов де Вилена и герцогов Гандии
- Бланка (1307—1348), монахиня
- Рамон Беренгер I (1308—1364), граф де Прадес и барон д’Энтенса 1324—1341, граф Ампурьяса с 1341, родоначальник ветви графов Ампурьяса
- Виоланта (1310 — после 19 июня 1353); 1-й муж: с февраля 1328 Филипп Тарентский (1297 — 17 мая 1330), деспот Румынии; 2-й муж: с июля 1339 (Лерида) Лопе де Луна (ум. 19 июня 1360), сеньор де Сегорбе

3-я жена: с 27 ноября 1315 года (Жерона) Мария де Лузиньян (1273 — 10/22 апреля 1319), дочь Гуго III де Лузиньяна, короля Кипра, и Изабеллы д’Ибелин. Детей не было.
4-я жена: с 25 декабря 1325 (Таррагона) Элисенда де Монкада (ум. 1364), дочь Педро де Монкада, сеньора де Айтона-и-Сосес и Элисенды де Пино. Детей не было.
Кроме того, Хайме имел несколько незаконных детей от двух любовниц.
Дети от Лукреции:
- Санчо
- Хайме (1291—1350/1351); 1-я жена: Хауметта; 2-я жена: Руссия

Дети от Жеролды:
- Наполеон (1288—?), сеньор де Жойоза Гуарда; жена: дочь Гильермо Роберта